# Ферфакс-Стейшен (Вірджинія)
Ферфакс-Стейшен (англ. Fairfax Station) — переписна місцевість (CDP) в США, в окрузі Ферфакс штату Вірджинія. Населення — 12 420 осіб (2020).

## Географія
Ферфакс-Стейшен розташований за координатами 38°47′40″ пн. ш. 77°20′18″ зх. д. / 38.79444° пн. ш. 77.33833° зх. д. (38.794389, -77.338403).  За даними Бюро перепису населення США в 2010 році переписна місцевість мала площу 23,76 км², з яких 23,56 км² — суходіл та 0,20 км² — водойми.

## Демографія
Згідно з переписом 2010 року, у переписній місцевості мешкало 12 030 осіб у 4070 домогосподарствах у складі 3497 родин. Густота населення становила 506 осіб/км².  Було 4140 помешкань (174/км²).
Расовий склад населення:
| - 78,9 % — білих - 12,2 % — азіатів - 3,9 % — чорних або афроамериканців - 0,1 % — корінних американців - 1,7 % — осіб інших рас |

До двох чи більше рас належало 3,2 %. Частка іспаномовних становила 7,2 % від усіх жителів.
За віковим діапазоном населення розподілялося таким чином: 24,2 % — особи молодші 18 років, 63,8 % — особи у віці 18—64 років, 12,0 % — особи у віці 65 років та старші. Медіана віку мешканця становила 45,0 року. На 100 осіб жіночої статі у переписній місцевості припадало 100,6 чоловіків;  на 100 жінок у віці від 18 років та старших — 99,5 чоловіків також старших 18 років.
Середній дохід на одне домашнє господарство  становив 192 490 доларів США (медіана — 165 250), а середній дохід на одну сім'ю — 210 257 доларів (медіана — 177 167). Медіана доходів становила 128 625 доларів для чоловіків та 76 410 доларів для жінок. За межею бідності перебувало 0,9 % осіб, у тому числі 0,9 % дітей у віці до 18 років та 0,0 % осіб у віці 65 років та старших.
Цивільне працевлаштоване населення становило 5985 осіб. Основні галузі зайнятості: освіта, охорона здоров'я та соціальна допомога — 23,2 %, науковці, спеціалісти, менеджери — 22,4 %, публічна адміністрація — 15,4 %, фінанси, страхування та нерухомість — 8,7 %.